# Consilium de Emendanda Ecclesia
Consilium de Emendanda Ecclesia – raport komisji, powołanej w lipcu 1536 roku przez papieża Pawła III do przeanalizowania nadużyć w Kościele katolickim i przedstawienia zaleceń i środków zaradczych.

## Skład komisji kardynalskiej
- Gasparo Contarini – przewodniczący:
- Hieronim Aleander,
- Tomasz Badia,
- Giovanni Pietro Carafa,
- Gregorio Cortese,
- Federigo Fregoso,
- Gianmatteo Giberti,
- Reginald Pole,
- Jacopo Sadoleto.

Komisja obradowała przez kilka miesięcy i w dniu 9 marca 1537 roku końcowe wyniki prac odczytano papieżowi.

## Treść raportu
Raport dotyczył głównie nadużyć finansowych i fiskalnych. Autorzy raportu za podstawowe zło w Kościele uznają przyjęcie zasady, że papież jest panem wszystkich beneficjów, a jego wola jest prawem, dlatego też może czynić wszystko, co zechce i dlatego nie może być mowy o jakiejkolwiek symonii z jego strony.
Kardynałowie uznają tę zasadę za konia trojańskiego, z którego wyszły liczne inne nadużycia, takie jak:
- nadawanie święceń osobom do tego zupełnie nieprzygotowanym,
- nadawanie beneficjów obcokrajowcom ze względów osobistych,
- rezerwacje dochodów z beneficjów na potrzeby osobiste konkretnych osób,
- faktyczne dziedziczenie beneficjów.

Inne nadużycia wymienione w raporcie dotyczące opieki duszpasterskiej:
- nierezydowanie proboszczów i biskupów w ich siedzibach,
- pogarszanie dyscypliny moralnej wskutek egzempcji ciągnących się w nieskończoność apelacji do Rzymu,
- upadek moralności wśród duchowieństwa (wytknięto fakt, że w wielu pałacach kardynalskich przebywają kurtyzany),
- całkowita demoralizacja klasztorów – zwłaszcza męskich (jako jedyny sposób poprawy postulowano zakaz przyjmowania nowych kandydatów przez pewien czas i wymarcie całego ówczesnego pokolenia mnichów).

## Odczytanie raportu i jego skutki
Paweł III wysłuchał raportu komisji, jednak nie uczynił nic, aby zawarte w nim zalecenia wprowadzić w życie. Raport piętnował nadużycia, których winien był także sam papież, czego jaskrawym przykładem rekordowa ilość beneficjów zgromadzonych przez wnuka papieża Pawła III – kardynała Alessandro Farnese, który jeszcze w 1556 roku zgromadził w swoim ręku 10 biskupstw, 26 klasztorów (jako opat) i 136 innych beneficjów.
Sam raport był dokumentem poufnym, jednak w następnym roku został bez zgody władz kościelnych opublikowany i spotkał się z powszechnym zainteresowaniem. Marcin Luter wydał własny przekład tego raportu z ciętymi komentarzami. W 1564 roku papież Paweł IV umieścił wszystkie edycje tego raportu na indeksie ksiąg zakazanych.